# 이별이야기 (음반)
《이별이야기》는 대한민국의 가수 이승기의 세 번째 정규 앨범이다. 2007년 8월 16일에 발매되었다. 타이틀곡 〈착한 거짓말〉과 후속곡 〈왜 가니〉로 활동했다.

## 주요곡 소개
《이별이야기》라는 앨범 제목 아래 10가지 이별을 노래로 담고있다. 빠른 템포의 록 〈Smile Boy〉를 제외한 대부분의 곡이 슬픈 정서의 발라드곡이다. 조영수, 안영민, 황성제, 나카시마 미카의 〈눈의 꽃〉의 작곡가 그룹인 Noi Yoji, Sato Atsushi 등이 앨범작업에 참여하였다.
앨범의 타이틀곡인 〈착한거짓말〉은 헤어지는 사람에 대한 미안한 마음을 표현하는 내용의 미디움템포의 발라드곡이다. 이 곡으로 엠넷 엠카운트다운에서 1위를,
지상파 가요순위프로그램인 SBS 인기가요에서 주간가요순위 1위에 해당하는 뮤티즌송을 수상하였다. 또한, 〈착한거짓말〉로 연말 엠넷 MKMF의 남자가수상을 수상하기도 했다.
〈왜 가니〉는 〈착한거짓말〉에 이은 후속곡으로, 조영수 작사· 작곡의 미디움템포 발라드곡이다. 이어서 싱글 〈아직 못다한 이야기〉를 발표하며 3집 활동을 이어갔다.

## 곡 목록
| #   | 제목                                     | 작사          | 작곡          | 재생 시간 |
| --- | ---------------------------------------- | ------------- | ------------- | --------- |
| 1.  | 〈착한 거짓말〉 (White Lie)              | 조영수·안영민 | 조영수        | 3:38      |
| 2.  | 〈투정〉 (Grumble)                       | 안영민        | 안영민        | 4:42      |
| 3.  | 〈왜...가니〉 (Why... Are You Leaving)   | 강은경        | 조영수        | 3:55      |
| 4.  | 〈그랬나요〉 (Was It So)                 | 강은경        | SATO          | 4:31      |
| 5.  | 〈미치도록〉 (Crazily)                   | 박상현        | 김현서        | 4:19      |
| 6.  | 〈미안해하지 마요〉 (Don't Be Sorry)     | 안영민        | 조영수·박덕상 | 3:28      |
| 7.  | 〈잘못〉 (Fault)                         | 조은희        | 황성제        | 3:36      |
| 8.  | 〈온도〉 (Temperature)                   | 윤사라        | Noi Yoji      | 3:51      |
| 9.  | 〈해피엔딩〉 (Happy Ending)              | 윤사라        | 서재하        | 3:42      |
| 10. | 〈Smile Boy〉                            | 안영민        | 조영수        | 3:36      |
| 11. | 〈착한 거짓말 (White Lie)〉 (Piano ver.) | 조영수·안영민 | 조영수        | 3:36      |

| #  | 제목                                       | 작사   | 작곡   | 재생 시간 |
| -- | ------------------------------------------ | ------ | ------ | --------- |
| 1. | 〈아직 못 다한 이야기〉 (Unfinished Story) | 김도훈 | 김도훈 | 3:44      |

## 뮤직비디오
타이틀곡인 〈착한 거짓말〉과 〈왜 가니〉 두 곡의 노래를 담아 약 25분에 걸친 드라마 타이즈 형식으로 그려냈다. 일제 강점기를 배경으로, 항일투쟁을 하는 젊은이들의 사랑을 그린 내용이며 이승기가 직접 주연을 맡아 출연한다. 일제강점기 항일운동이라는 동일 소재를 바탕으로 한 드라마 경성스캔들과 같은 세트장에서 촬영하였다.

## 특이 사항
- 이 노래에 10번 트랙에 수록된 〈Smile Boy〉는 2010년 남아공 월드컵 응원곡으로 다시 재편곡되어 김연아와 같이 부른 버전으로 싱글음반을 발표하였다.